# Stora Gravtjärnen, Värmland
Stora Gravtjärnen är en sjö i Årjängs kommun i Värmland och ingår i Göta älvs huvudavrinningsområde.